# こころの叫び
「こころの叫び」（こころのさけび）は、1974年2月5日に発売された野口五郎の11枚目のシングルである。

## 収録曲
- 全曲作詞：阿久悠／作曲・編曲：筒美京平

1. こころの叫び
2. 傷だらけのたびだち